# Moirainpa
Moirainpa is een geslacht van kevers uit de familie van de loopkevers (Carabidae). De wetenschappelijke naam van het geslacht is voor het eerst geldig gepubliceerd in 1984 door Erwin.

## Soorten
Het geslacht Moirainpa is monotypisch en omvat slechts de volgende soort:
- Moirainpa amazona Erwin, 1984